# Anatólia régészeti lelőhelyeinek listája
Az ankarai "Anatóliai Civilizációk Múzeumának" reprezentatív kötetében közzétett lelőhely-lista (folyamatos kiegészítésekkel)
- Kiegészítés az Antalya Régészeti Múzeum nyilvántartásából
- Kiegészítés a főként legfrissebb Tigris-Eufrátesz-térségi ásatásokkal.(2011.06.24.)

## A lelőhelyek
Acemhöyük, Adilcevaz, Adiyaman, Agin, Ahlat, Ahlatlibel, Akdurak, Akarsu, Alaca Höyük, Alişar, Almali, Altıntepe, Altınozü, Anastasiopolis, Anıtkabir, Araban, Arslantepe, Baskil, Beldibi, Belkis, Beycesultan, Boğazkale, Bolu, Budakli, Büyükjapalak, Canhasan, Çatalhöyük, Cavustepe, Çayönü, Ceyhan, Cokak,  Cukorköplü, Damlacik, Danisman, Dargecit, Demre, Doruztepe, Dumluca, Älmali, Egil, Eleskirt, Elifköy, Emírdag, Epiphania, Eskíyapar, Eski Gümüs, Eski Kalita, Etiyokusu, Ferzant, Findik, Fevzipasa, Gaziantep, Gercüs, Girmeli, Gordion, Göbekli Tepe, Gülveren, Gürpinar, Haberli, Hacilar, Halfeti, Harran, Hasankey, Hasanoglan, Hattuszasz, Havuzköy, Hazine Kapisi, Hisar, Hitit,  Horoztepe, Ilica, Ikiztepe, Inandik, Islakiye, Kadirli, Kalinkaya, Kangal, Karain, Karahöyük, Karaoglan, Karatas, Karayavsan, Karaz, Kayalidere, Karkemis, Kemak, Kilickava, Kilis, Kizilin, Kiziltepe, Kostabala, Köylütolu, Kumluca, Kursunlu, Kültepe, Levent, Mahmatlar, Malazgirt, Mazidagi, Merzifon, Midyat, Muncusun,  Mus, Nusaybin, Osmaniye, Patnos, Pazarli, Sakcagözü, Samandagi, Sarikaya, Seleukeia, Semahöyük, Sempyer, Silopi, Siirt, Siverek, Sultanhan, Sultantepe, Suruc, Tamir, Tel Musa,  Tilkitepe, Tilmen Höyük, Toprakkale, Uludere, Üne, Van, Xanthos, Yarbasi, Yazılıkaya, Yesilkent, Yilanli